# Spirobolus juloides
Spirobolus juloides är en mångfotingart som beskrevs av Karsch 1881. Spirobolus juloides ingår i släktet Spirobolus och familjen Spirobolidae. Inga underarter finns listade i Catalogue of Life.